# Gaddi

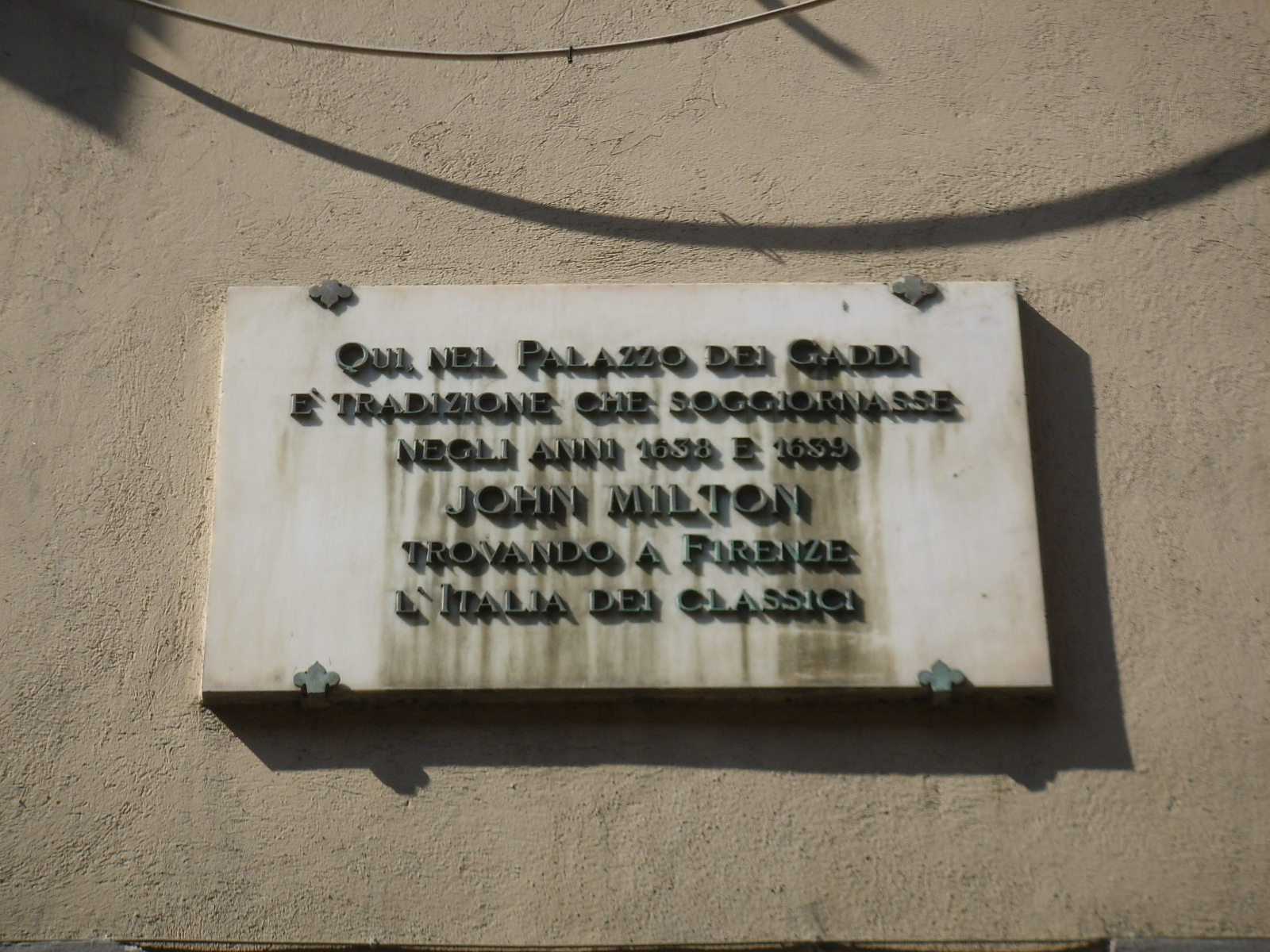
Targa che a Firenze ricorda l'ospitalità dei Gaddi al poeta inglese John Milton

I Gaddi furono un'importante famiglia italiana del Medioevo e dell'età moderna.
Si ritrovano presenti in varie città dell'Italia, come Firenze, Forlì, Roma. In queste città, ancora oggi esistono importanti palazzi fatti erigere da membri della famiglia Gaddi. Esponenti della famiglia si sono segnalati o perché dediti alle arti, o per aver raggiunto posizioni elevate in politica o in cariche ecclesiastiche.

## Ramo fiorentino

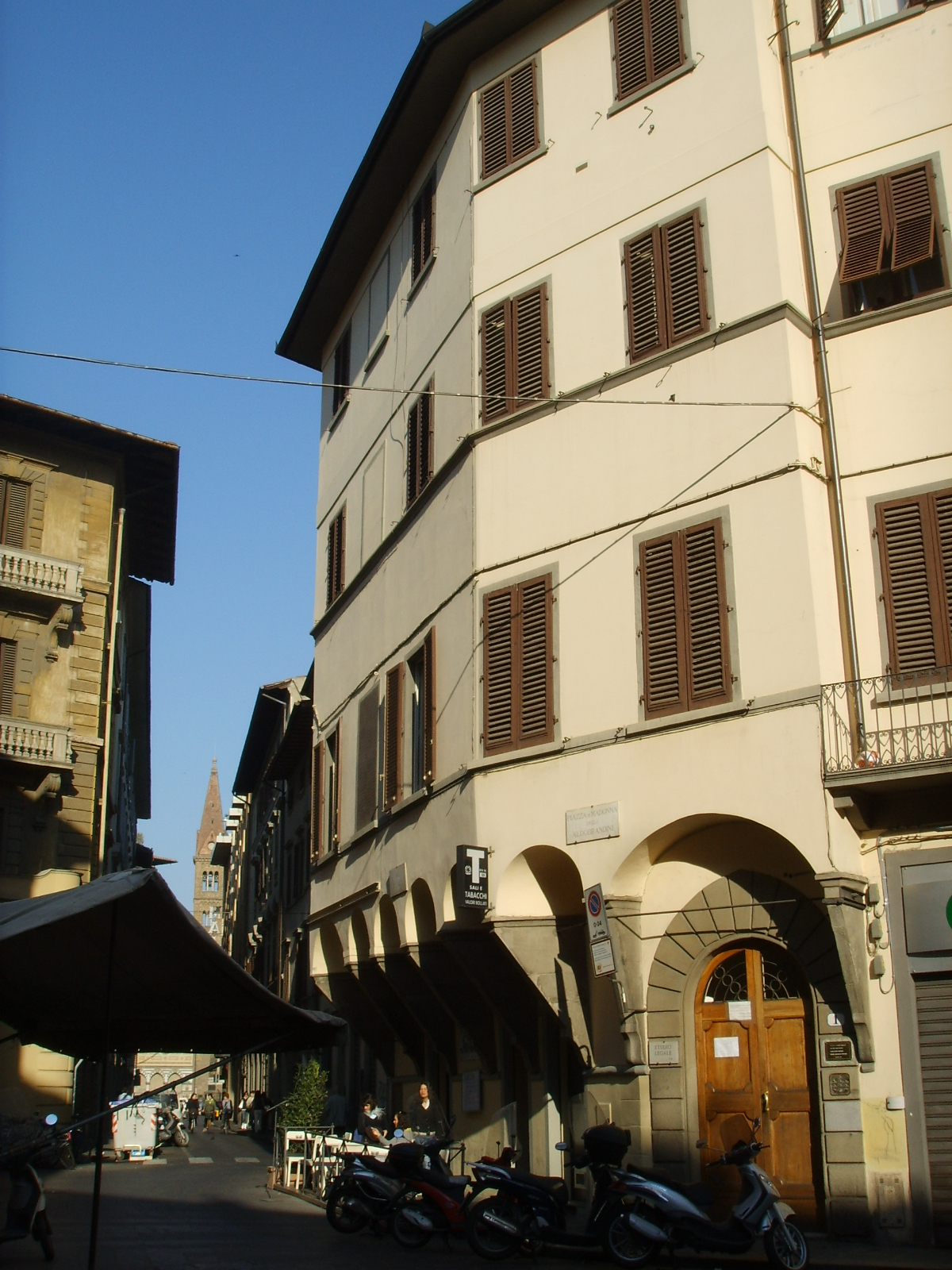
Il primo palazzo Gaddi, a Firenze

I Gaddi fiorentini furono innanzitutto una famosa dinastia di pittori, attiva tra XIII e XV secolo. Il primo fu Gaddo Gaddi, allievo di Cimabue, mentre suo figlio Taddeo fu il principale aiutante di Giotto, responsabile di alcune tra opere tra le più significative della scuola giottesca in Toscana. Anche suo figlio Agnolo Gaddi fu pittore, tra i dominatori del secondo Trecento fiorentino, così come suo fratello Giovanni. L'altro fratello Zanobi, col congiunto Alessandro, si diede invece con successo all'arte della mercatura, aprendo banchi commerciali a Venezia e Milano. 
Con i proventi della lucrosa attività commerciale venne acquistato un palazzo in piazza Madonna degli Aldobrandini a Firenze, riconoscibile ancora oggi per gli sporti retti da mensole in pietra raccordate da archetti, di sapore medievale. I successivi esponenti della famiglia riuscirono a arricchirsi ulteriormente, ottenendo cariche politiche, tra cui quelle di priore e gonfaloniere, in tutto nove volte. Nella seconda metà del XVI secolo Sinibaldo fu un ricco committente e mecenate. Niccolò Gaddi fu cardinale amico di Clemente VII all'epoca del Sacco di Roma; cardinale fu anche Taddeo Gaddi. 
Nel XVIII secolo la famiglia fece costruire un nuovo palazzo molto più grande e sontuoso nella vicina via del Giglio, dove era conservata anche una preziosa biblioteca, una quadreria, con opere di Sebastiano Ricci e altri, e saloni affrescati da Luca Giordano. Il palazzo confinava con un celebre giardino, chiamato il "Paradiso dei Gaddi", cantato tra gli altri da John Milton.
Lo stemma familiare è una croce trilobata d'oro in campo azzurro.

## Ramo forlivese
Nel ramo forlivese si segnalano:
- Pietro Gaddi, vescovo di Spoleto

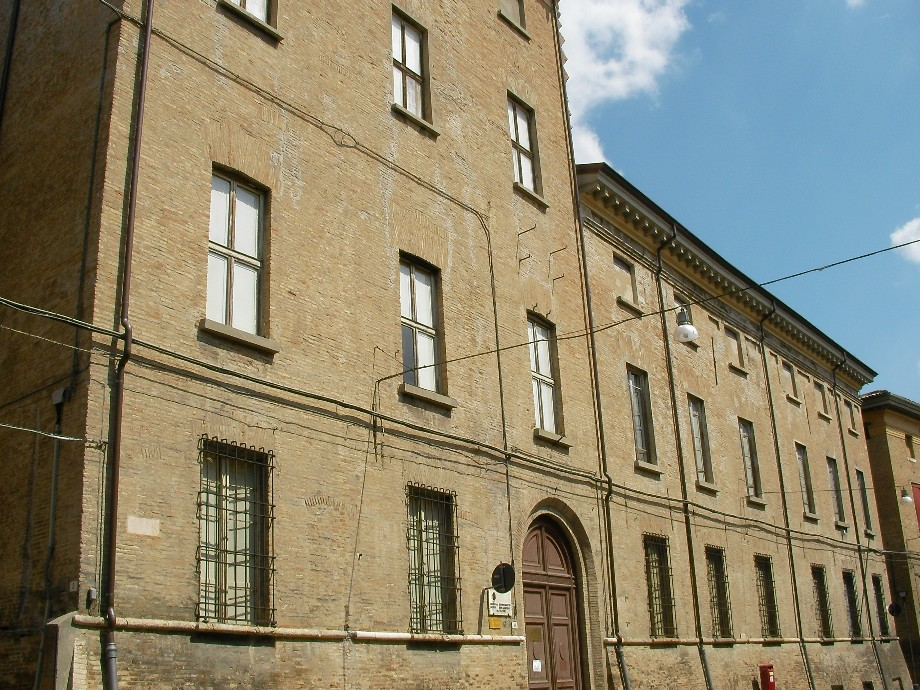
Palazzo Gaddi, a Forlì

- Pio Giuseppe Gaddi, vicario generale e maestro generale dell'Ordine dei predicatori

## Ramo romano
- Giovanni Gaddi, monsignore

Sebbene si fossero rifugiati a Roma nel 1536, i Gaddi riguadagnarono il favore dei Medici negli anni Cinquanta del XVI secolo e, tra la sua discendenza, il cavaliere Niccolò esercitò il ruolo di agente del granduca Francesco nell'acquistare  bronzi, monete e dipinti.

## Palazzi
- A Firenze: Palazzo Gaddi, Palazzo Arrighetti-Gaddi
- A Forlì: Palazzo Gaddi
- A Roma: Palazzo Gaddi

## Altro
- Torso Gaddi